# Charles Vane, 3.º Marquês de Londonderry
Charles William Vane, 3.º Marquês de Londonderry, KG, GCB, GCH, PC (nascido Charles William Stewart; 1778–1854), foi um nobre anglo-irlandês, soldado e político britânico. Ele serviu nas Guerras Revolucionárias Francesas, na repressão da Rebelião Irlandesa de 1798 e nas Guerras Napoleônicas. Destacou-se como comandante de cavalaria na Guerra Peninsular sob o comando de John Moore e Arthur Wellesley (o mais tarde Duque de Wellington).
Ao deixar o comando de Wellington, seu meio-irmão Lorde Castlereagh o ajudou a iniciar uma carreira diplomática. Ele foi enviado para Berlim em 1813 e depois como embaixador na Áustria, onde seu meio-irmão era o plenipotenciário britânico no Congresso de Viena.
Casou-se com Catherine Bligh em 1804 e depois, em 1819, com Frances Anne Vane, uma rica herdeira, mudando seu sobrenome para o dela, passando a ser chamado de Charles Vane em vez de Charles Stewart. Em 1822 sucedeu seu meio-irmão como 3.º Marquês de Londonderry, herdando propriedades no norte da Irlanda, onde, como proprietário inflexível, sua reputação sofreu com a Grande Fome. Era uma reputação que ele igualava como operador de carvão nas terras de sua esposa no Condado de Durham. Em oposição à Lei de Minas e Mineração de 1842, ele insistiu em seu direito de empregar trabalho infantil.

## Nascimento e origens
Charles nasceu em 18 de maio de 1778 em Dublin como o segundo dos 11 filhos de Robert Stewart e sua segunda esposa Frances Pratt. A família de seu pai era escocesa do Úlster e presbiteriana. Seu pai era um homem rico, membro da pequena nobreza irlandesa e membro da Câmara dos Comuns da Irlanda por Down, mas ainda não era um par. A mãe de Charles era inglesa, filha de Charles Pratt, 1.º Conde Camden, um importante jurista inglês. Seus pais se casaram em 7 de junho de 1775. Charles foi criado como anglicano, membro da Igreja da Irlanda.
Charles tinha um meio-irmão do primeiro casamento de seu pai:
Robert (1769–1822), conhecido como “Castlereagh”, tornou-se um famoso estadista.
1. Frances Ann (1777–1810), casou-se com Lorde Charles FitzRoy[4]
2. Charles (1778–1854)
3. Elizabeth Mary (1779–1798)
4. Caroline (nascida em 1781)
5. Alexander John (1783–1800)
6. Georgiana Stewart (nascida em 1785), casou-se com o político George Canning II, sobrinho do general do exército e político Brent Spencer.[5][6]
7. Selina Sarah Juliana (nascida em 1786)
8. Matilda Charlotte (nascida em 1787), casou-se com Edward Michael Ward, o filho mais velho de Robert Ward de Bangor[7]
9. Emily Jane (nascida em 1789)
10. Thomas Henry (1790–1810)
11. Catherine Octavia (1792–1819), casou-se com Edward Law, 1.º Conde de Ellenborough[8]

## Juventude e carreira parlamentar
Em 1789, quando ele tinha 11 anos, seu pai, Robert Stewart, foi nomeado Barão de Londonderry.
Em 3 de abril de 1791, aos 12 anos, Charles Stewart entrou para o exército britânico como alferes no 108.º Regimento. Foi comissionado como tenente em 8 de janeiro de 1793 nesta mesma unidade. Ele serviu em 1794 na Campanha de Flandres das Guerras Revolucionárias Francesas, e nos rios Reno e Danúbio em 1795.
Foi tenente-coronel do 5.º Regimento dos Dragões Reais da Irlanda na época em que ajudou a reprimir a Rebelião Irlandesa de 1798. Em 1803, Stewart foi nomeado ajudante-de-campo do rei Jorge III.
Em 1795 seu pai foi nomeado Visconde Castlereagh e em 1796 Marquês de Londonderry na nobreza irlandesa.
Em 1800, Charles Stewart foi eleito, no interesse dos Conservadores, para a Câmara dos Comuns da Irlanda como membro do parlamento do distrito de Thomastown, Condado de Kilkenny, no lugar de George Dunbar, e depois de apenas dois meses trocou esse assento pelo do Condado de Londonderry, substituído em Thomastown por John Cradock. Após a abolição do Parlamento irlandês com o Ato de União em 1801, em julho e agosto de 1802 Stewart foi reeleito para o país na primeira eleição geral do Reino Unido e manteve o cargo até a dissolução do parlamento em 1806. Foi reeleito novamente em 1806, em 1807, após o que se tornou Subsecretário de Estado para a Guerra e as Colônias, e novamente em 1812. Em julho de 1814, foi convocado para a Câmara dos Lordes e substituído como deputado por Londonderry por seu tio Alexandre Stewart de Ards.
| Charles Vane com suas duas esposas, seus pais e outros parentes selecionados. |

|                                          |                                          |                                          |                                          |                                          |                                          | William Stewart Coronel         | William Stewart Coronel         | William Stewart Coronel | William Stewart Coronel | William Stewart Coronel      | William Stewart Coronel      |                              |                              |                               |                               |                               |                               | John Cowan m. 1733            | John Cowan m. 1733            | John Cowan m. 1733            | John Cowan m. 1733            | John Cowan m. 1733                         | John Cowan m. 1733                         |                                            |                                            |                                            |                                            |                        |                        |                      |                      |  |  |  |  |  |  |
|                                          |                                          |                                          |                                          |                                          |                                          | William Stewart Coronel         | William Stewart Coronel         | William Stewart Coronel | William Stewart Coronel | William Stewart Coronel      | William Stewart Coronel      |                              |                              |                               |                               |                               |                               | John Cowan m. 1733            | John Cowan m. 1733            | John Cowan m. 1733            | John Cowan m. 1733            | John Cowan m. 1733                         | John Cowan m. 1733                         |                                            |                                            |                                            |                                            |                        |                        |                      |                      |  |  |  |  |  |  |
|                                          |                                          |                                          |                                          |                                          |                                          |                                 |                                 |                         |                         |                              |                              |                              |                              |                               |                               |                               |                               |                               |                               |                               |                               |                                            |                                            |                                            |                                            |                                            |                                            |                        |                        |                      |                      |  |  |  |  |  |  |
|                                          |                                          |                                          |                                          |                                          |                                          | Alexander 1699–1781             | Alexander 1699–1781             | Alexander 1699–1781     | Alexander 1699–1781     | Alexander 1699–1781          | Alexander 1699–1781          |                              |                              | Mary Cowan m. 1788            | Mary Cowan m. 1788            | Mary Cowan m. 1788            | Mary Cowan m. 1788            | Mary Cowan m. 1788            | Mary Cowan m. 1788            |                               |                               | Robert Cowan m. 1737 Governador de Bombaim | Robert Cowan m. 1737 Governador de Bombaim | Robert Cowan m. 1737 Governador de Bombaim | Robert Cowan m. 1737 Governador de Bombaim | Robert Cowan m. 1737 Governador de Bombaim | Robert Cowan m. 1737 Governador de Bombaim |                        |                        |                      |                      |  |  |  |  |  |  |
|                                          |                                          |                                          |                                          |                                          |                                          | Alexander 1699–1781             | Alexander 1699–1781             | Alexander 1699–1781     | Alexander 1699–1781     | Alexander 1699–1781          | Alexander 1699–1781          |                              |                              | Mary Cowan m. 1788            | Mary Cowan m. 1788            | Mary Cowan m. 1788            | Mary Cowan m. 1788            | Mary Cowan m. 1788            | Mary Cowan m. 1788            |                               |                               | Robert Cowan m. 1737 Governador de Bombaim | Robert Cowan m. 1737 Governador de Bombaim | Robert Cowan m. 1737 Governador de Bombaim | Robert Cowan m. 1737 Governador de Bombaim | Robert Cowan m. 1737 Governador de Bombaim | Robert Cowan m. 1737 Governador de Bombaim |                        |                        |                      |                      |  |  |  |  |  |  |
|                                          |                                          |                                          |                                          |                                          |                                          |                                 |                                 |                         |                         |                              |                              |                              |                              |                               |                               |                               |                               |                               |                               |                               |                               |                                            |                                            |                                            |                                            |                                            |                                            |                        |                        |                      |                      |  |  |  |  |  |  |
|                                          |                                          | Sarah Frances Seymour 1747–1770          | Sarah Frances Seymour 1747–1770          | Sarah Frances Seymour 1747–1770          | Sarah Frances Seymour 1747–1770          | Sarah Frances Seymour 1747–1770 | Sarah Frances Seymour 1747–1770 |                         |                         | Robert 1.º Marquês 1739–1821 | Robert 1.º Marquês 1739–1821 | Robert 1.º Marquês 1739–1821 | Robert 1.º Marquês 1739–1821 | Robert 1.º Marquês 1739–1821  | Robert 1.º Marquês 1739–1821  |                               |                               | Frances Pratt c. 1751 – 1833  | Frances Pratt c. 1751 – 1833  | Frances Pratt c. 1751 – 1833  | Frances Pratt c. 1751 – 1833  | Frances Pratt c. 1751 – 1833               | Frances Pratt c. 1751 – 1833               |                                            |                                            |                                            |                                            |                        |                        |                      |                      |  |  |  |  |  |  |
|                                          |                                          | Sarah Frances Seymour 1747–1770          | Sarah Frances Seymour 1747–1770          | Sarah Frances Seymour 1747–1770          | Sarah Frances Seymour 1747–1770          | Sarah Frances Seymour 1747–1770 | Sarah Frances Seymour 1747–1770 |                         |                         | Robert 1.º Marquês 1739–1821 | Robert 1.º Marquês 1739–1821 | Robert 1.º Marquês 1739–1821 | Robert 1.º Marquês 1739–1821 | Robert 1.º Marquês 1739–1821  | Robert 1.º Marquês 1739–1821  |                               |                               | Frances Pratt c. 1751 – 1833  | Frances Pratt c. 1751 – 1833  | Frances Pratt c. 1751 – 1833  | Frances Pratt c. 1751 – 1833  | Frances Pratt c. 1751 – 1833               | Frances Pratt c. 1751 – 1833               |                                            |                                            |                                            |                                            |                        |                        |                      |                      |  |  |  |  |  |  |
|                                          |                                          |                                          |                                          |                                          |                                          |                                 |                                 |                         |                         |                              |                              |                              |                              |                               |                               |                               |                               |                               |                               |                               |                               |                                            |                                            |                                            |                                            |                                            |                                            |                        |                        |                      |                      |  |  |  |  |  |  |
|                                          |                                          |                                          |                                          |                                          |                                          |                                 |                                 |                         |                         |                              |                              |                              |                              |                               |                               |                               |                               |                               |                               |                               |                               |                                            |                                            |                                            |                                            |                                            |                                            |                        |                        |                      |                      |  |  |  |  |  |  |
| Robert 2.º Marquês 1769–1822 Castlereagh | Robert 2.º Marquês 1769–1822 Castlereagh | Robert 2.º Marquês 1769–1822 Castlereagh | Robert 2.º Marquês 1769–1822 Castlereagh | Robert 2.º Marquês 1769–1822 Castlereagh | Robert 2.º Marquês 1769–1822 Castlereagh |                                 |                                 | Catherine Bligh m. 1812 | Catherine Bligh m. 1812 | Catherine Bligh m. 1812      | Catherine Bligh m. 1812      | Catherine Bligh m. 1812      | Catherine Bligh m. 1812      |                               |                               | Charles 3.º Marquês 1778–1854 | Charles 3.º Marquês 1778–1854 | Charles 3.º Marquês 1778–1854 | Charles 3.º Marquês 1778–1854 | Charles 3.º Marquês 1778–1854 | Charles 3.º Marquês 1778–1854 |                                            |                                            | Frances Vane 1800–1865                     | Frances Vane 1800–1865                     | Frances Vane 1800–1865                     | Frances Vane 1800–1865                     | Frances Vane 1800–1865 | Frances Vane 1800–1865 |                      |                      |  |  |  |  |  |  |
| Robert 2.º Marquês 1769–1822 Castlereagh | Robert 2.º Marquês 1769–1822 Castlereagh | Robert 2.º Marquês 1769–1822 Castlereagh | Robert 2.º Marquês 1769–1822 Castlereagh | Robert 2.º Marquês 1769–1822 Castlereagh | Robert 2.º Marquês 1769–1822 Castlereagh |                                 |                                 | Catherine Bligh m. 1812 | Catherine Bligh m. 1812 | Catherine Bligh m. 1812      | Catherine Bligh m. 1812      | Catherine Bligh m. 1812      | Catherine Bligh m. 1812      |                               |                               | Charles 3.º Marquês 1778–1854 | Charles 3.º Marquês 1778–1854 | Charles 3.º Marquês 1778–1854 | Charles 3.º Marquês 1778–1854 | Charles 3.º Marquês 1778–1854 | Charles 3.º Marquês 1778–1854 |                                            |                                            | Frances Vane 1800–1865                     | Frances Vane 1800–1865                     | Frances Vane 1800–1865                     | Frances Vane 1800–1865                     | Frances Vane 1800–1865 | Frances Vane 1800–1865 |                      |                      |  |  |  |  |  |  |
|                                          |                                          |                                          |                                          |                                          |                                          |                                 |                                 |                         |                         |                              |                              |                              |                              |                               |                               |                               |                               |                               |                               |                               |                               |                                            |                                            |                                            |                                            |                                            |                                            |                        |                        |                      |                      |  |  |  |  |  |  |
|                                          |                                          |                                          |                                          |                                          |                                          |                                 |                                 |                         |                         |                              |                              |                              |                              |                               |                               |                               |                               |                               |                               |                               |                               |                                            |                                            |                                            |                                            |                                            |                                            |                        |                        |                      |                      |  |  |  |  |  |  |
|                                          |                                          | Frederick 4.º Marquês 1805–1872          | Frederick 4.º Marquês 1805–1872          | Frederick 4.º Marquês 1805–1872          | Frederick 4.º Marquês 1805–1872          | Frederick 4.º Marquês 1805–1872 | Frederick 4.º Marquês 1805–1872 |                         |                         | Elizabeth Jocelyn 1813–1884  | Elizabeth Jocelyn 1813–1884  | Elizabeth Jocelyn 1813–1884  | Elizabeth Jocelyn 1813–1884  | Elizabeth Jocelyn 1813–1884   | Elizabeth Jocelyn 1813–1884   |                               |                               | George 5.º Marquês 1821–1884  | George 5.º Marquês 1821–1884  | George 5.º Marquês 1821–1884  | George 5.º Marquês 1821–1884  | George 5.º Marquês 1821–1884               | George 5.º Marquês 1821–1884               |                                            |                                            | Mary Edwards m. 1906                       | Mary Edwards m. 1906                       | Mary Edwards m. 1906   | Mary Edwards m. 1906   | Mary Edwards m. 1906 | Mary Edwards m. 1906 |  |  |  |  |  |  |
|                                          |                                          | Frederick 4.º Marquês 1805–1872          | Frederick 4.º Marquês 1805–1872          | Frederick 4.º Marquês 1805–1872          | Frederick 4.º Marquês 1805–1872          | Frederick 4.º Marquês 1805–1872 | Frederick 4.º Marquês 1805–1872 |                         |                         | Elizabeth Jocelyn 1813–1884  | Elizabeth Jocelyn 1813–1884  | Elizabeth Jocelyn 1813–1884  | Elizabeth Jocelyn 1813–1884  | Elizabeth Jocelyn 1813–1884   | Elizabeth Jocelyn 1813–1884   |                               |                               | George 5.º Marquês 1821–1884  | George 5.º Marquês 1821–1884  | George 5.º Marquês 1821–1884  | George 5.º Marquês 1821–1884  | George 5.º Marquês 1821–1884               | George 5.º Marquês 1821–1884               |                                            |                                            | Mary Edwards m. 1906                       | Mary Edwards m. 1906                       | Mary Edwards m. 1906   | Mary Edwards m. 1906   | Mary Edwards m. 1906 | Mary Edwards m. 1906 |  |  |  |  |  |  |
|                                          |                                          |                                          |                                          |                                          |                                          |                                 |                                 |                         |                         |                              |                              |                              |                              |                               |                               |                               |                               |                               |                               |                               |                               |                                            |                                            |                                            |                                            |                                            |                                            |                        |                        |                      |                      |  |  |  |  |  |  |
|                                          |                                          |                                          |                                          |                                          |                                          |                                 |                                 |                         |                         |                              |                              |                              |                              |                               |                               |                               |                               |                               |                               |                               |                               |                                            |                                            |                                            |                                            |                                            |                                            |                        |                        |                      |                      |  |  |  |  |  |  |
|                                          |                                          |                                          |                                          |                                          |                                          |                                 |                                 |                         |                         |                              |                              |                              |                              | Charles 6.º Marquês 1852–1915 | Charles 6.º Marquês 1852–1915 | Charles 6.º Marquês 1852–1915 | Charles 6.º Marquês 1852–1915 | Charles 6.º Marquês 1852–1915 | Charles 6.º Marquês 1852–1915 |                               |                               | Theresa Talbot m. 1919                     | Theresa Talbot m. 1919                     | Theresa Talbot m. 1919                     | Theresa Talbot m. 1919                     | Theresa Talbot m. 1919                     | Theresa Talbot m. 1919                     |                        |                        |                      |                      |  |  |  |  |  |  |
|                                          |                                          |                                          |                                          |                                          |                                          |                                 |                                 |                         |                         |                              |                              |                              |                              | Charles 6.º Marquês 1852–1915 | Charles 6.º Marquês 1852–1915 | Charles 6.º Marquês 1852–1915 | Charles 6.º Marquês 1852–1915 | Charles 6.º Marquês 1852–1915 | Charles 6.º Marquês 1852–1915 |                               |                               | Theresa Talbot m. 1919                     | Theresa Talbot m. 1919                     | Theresa Talbot m. 1919                     | Theresa Talbot m. 1919                     | Theresa Talbot m. 1919                     | Theresa Talbot m. 1919                     |                        |                        |                      |                      |  |  |  |  |  |  |

| Legenda |

| XXX | XXX | XXX | XXX | XXX | XXX | Charles Vane | Charles Vane | Charles Vane | Charles Vane | Charles Vane | Charles Vane |  |  | XXX | XXX | XXX | XXX | XXX | XXX | Marqueses de Londonderry | Marqueses de Londonderry | Marqueses de Londonderry | Marqueses de Londonderry | Marqueses de Londonderry | Marqueses de Londonderry |  |  |

## Primeiro casamento e filho
Em 8 de agosto de 1804 na igreja de São Jorge, Hanover Square, Londres, Charles Stewart casou-se com Catherine Bligh. Ela era a 4.ª e a filha mais nova do 3.º Conde de Darnley. Era três anos mais velha que ele. Em 7 de julho de 1805, o casal teve um filho, chamado Frederick, que se tornaria o 4.º Marquês de Londonderry. Ela morreu durante a noite de 10 para 11 de fevereiro de 1812, de febre após uma pequena operação, enquanto seu marido voltava da Espanha para casa.
Filho por Catherine Blig:
1. Frederick William Robert Stewart, 4.º Marquês de Londonderry (1805–1872)[25]

## Guerra Peninsular
O restante da sua carreira militar desenvolveu-se durante as Guerras Napoleônicas, mais propriamente na Guerra Peninsular.

### Corunha
A guerra começou com a Campanha da Corunha (1808–1809), onde as tropas britânicas foram comandadas por John Moore. Nesta campanha, Charles Stewart comandou uma brigada de cavalaria e desempenhou, com Lorde Paget, um papel de destaque no confronto de cavalaria de Benavente, onde o general francês Lefebvre-Desnouettes foi feito prisioneiro. Ele sofria de inflamação dos olhos durante os últimos estágios do recuo. Moore o enviou de volta a Londres carregando despachos para Castlereagh e outras figuras importantes e ele perdeu o clímax da batalha onde as forças britânicas conseguiram se retirar com sucesso diante do exército do marechal Soult onde Moore foi morto em ação.

### Campanha espanhola de Wellesley
Quando as tropas britânicas retornaram à Península Ibérica após a Campanha da Corunha, elas foram comandadas por Arthur Wellesley (mais tarde Duque de Wellington). Charles Stewart foi nomeado, em abril de 1809, ajudante-geral de Wellesley. Este era um trabalho administrativo e não muito do seu agrado, especialmente porque Wellesley nunca discutia suas decisões com subordinados. No entanto, ele às vezes conseguiu ver ação e se distinguiu, particularmente na Batalha de Talavera (julho de 1809), pela qual recebeu os agradecimentos do Parlamento em 2 de fevereiro de 1810, quando retornou à Inglaterra de licença médica. Ele também se destacou no Buçaco em setembro de 1810 e em Fontes de Onor (maio de 1811) onde fez prisioneiro um coronel francês em combate único.
Ele renunciou ao cargo de ajudante-geral em fevereiro de 1812. Alguns dizem que devido a problemas de saúde, mas outros dizem que Wellington o demitiu. Wellington aparentemente o apreciava como soldado, mas o julgou um “triste desorganizado e malandro” entre sua equipe.
Em 30 de janeiro de 1813 ele se tornou Cavaleiro Comandante do Banho, o que o tornou Sir Charles Stewart. Em 20 de novembro de 1813, ele foi feito coronel do 25.º Regimento dos Dragões Ligeiros, uma posição honorária.

## Carreira diplomática
Seu meio-irmão Robert realizara uma brilhante carreira diplomática e política. Charles e seu meio-irmão permaneceram amigos por toda a vida e escreveram muitas cartas, um para o outro. Robert ajudou Charles a iniciar uma carreira diplomática.

### Berlim
De maio de 1813 até o fim da guerra da Sexta Coligação, Charles foi o enviado extraordinário e ministro plenipotenciário em Berlim, Reino da Prússia, e também foi comissário militar dos exércitos aliados, ferido na Batalha de Kulm em agosto de 1813.

### Viena
Em 1814 foi também nomeado embaixador na Áustria, cargo que ocupou durante nove anos (1814–1823). Em 18 de junho de 1814, para torná-lo mais aceitável em Viena, Stewart foi enobrecido como Barão Stewart, da Corte de Stewart e Ballylawn no Condado de Donegal, pelo Príncipe Regente. No mesmo ano, ele recebeu graus honorários de Oxford e Cambridge, foi admitido no Conselho Privado e foi nomeado Lorde do Dormitório do rei Jorge III do Reino Unido.
Lorde Stewart, como estava agora, participou do Congresso de Viena com seu meio-irmão Lorde Castlereagh como um dos plenipotenciários britânicos. Ele não era bem-visto, pois fazia um espetáculo de si mesmo com seu comportamento grosseiro, aparentemente estava sempre embriagado, frequentava prostitutas abertamente. Ele ganhou o apelido de Lorde Pumpernickel ao se assemelhar a um personagem grosseiro de uma peça teatral em moda.

### Segundo casamento e filhos

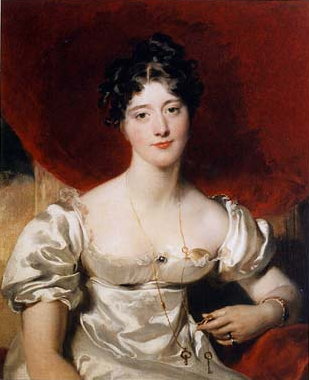
Frances Anne Tempest, filha e herdeira de Henry Vane-Tempest, 2.º Baronete

Antes do fim de sua carreira diplomática, Lorde Stewart havia, em 3 de abril de 1819, casado com sua segunda esposa, Frances Anne Vane-Tempest, filha e herdeira de Henry Vane-Tempest, na casa de sua mãe na rua Bruton, Mayfair, e adotou seu sobrenome de Vane, por licença real, conforme estipulado no testamento de seu pai. Ele ficou doravante conhecido como Charles William Vane, enquanto seu filho de seu primeiro casamento ficou Frederick Stewart.
Crianças por Frances Anne Emily Vane-Tempest:
1. George Henry Robert Charles William Vane-Tempest, 5.º Marquês de Londonderry (1821–1884)
2. Frances Anne Emily Vane (1822–1899); casou-se com John Spencer-Churchill, 7.º Duque de Marlborough.
3. Alexandrina Octavia Maria Vane (1823–1874), afilhada de Alexandre I da Rússia; casou-se com Henry Dawson-Damer, 3.º Conde de Portarlington.
4. Adolphus Frederick Charles William Vane-Tempest (1825–1864), político; enlouqueceu, e teve que ser controlado por medicamentos.
5. Adelaide Emelina Caroline Vane (c. 1830–1882); desgraçou a família ao fugir com o tutor de seu irmão, reverendo Frederick Henry Law.
6. Ernest McDonnell Vane-Tempest (1836–1885).

Através de sua filha Frances, Lorde Londonderry é o avô materno de Lorde Randolph Churchill e, consequentemente, um bisavô de Winston Churchill.

### Suicídio de Castlereagh
Em 12 de agosto de 1822, seu meio-irmão cometeu suicídio. Ele sucedeu seu meio-irmão como 3.º Marquês de Londonderry em 1822. No ano seguinte, Lorde Londonderry também foi criado Conde Vane e Visconde Seaham, de Seaham no Condado Palatino de Durham, com o restante para os herdeiros masculinos do corpo de sua segunda esposa.
A morte de seu meio-irmão também significou o fim de sua carreira diplomática. Ele deixou o serviço diplomático em 1823. A rainha Vitória tinha uma baixa estima pelas habilidades de Londonderry como funcionário público. Ela disse que ele não deveria, em sua opinião, receber nenhum cargo importante.

### Residências

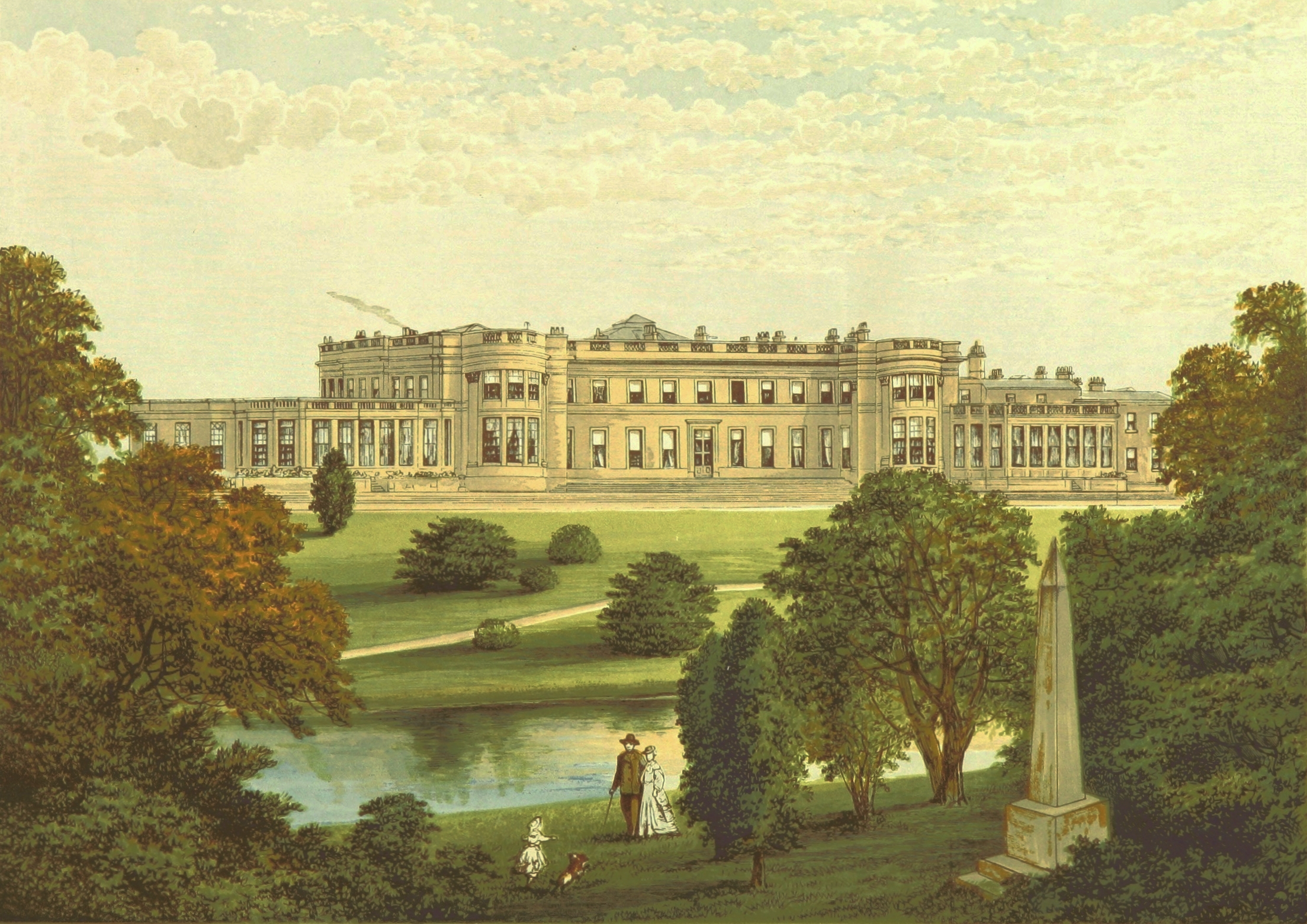
Wynyard Park, c. 1880

Lorde Londonderry usou a imensa riqueza de sua nova noiva para adquirir a propriedade de Seaham Hall no Condado de Durham, desenvolvendo as minas de carvão ali. Ele também construiu o porto de Seaham, para rivalizar com a vizinha Sunderland. Contratou Benjamin Wyatt para construir uma mansão em Wynyard Park. Foi concluída por Philip Wyatt em 1841 e custou £130 000 (equivalente a £10.772.000 em 2016) para construir e mobiliar. Infelizmente, assim que a mansão estava sendo concluída, um incêndio começou e destruiu a casa; mais tarde foi restaurada e remodelada por Inácio Bonomi.
A família também usou sua nova riqueza para redecorar sua casa de campo na Irlanda, Mount Stewart, e comprou a Holdernesse House na Park Lane de Londres, que eles renomearam como Londonderry House.

## Recusa ao convite da Ordem de Orange

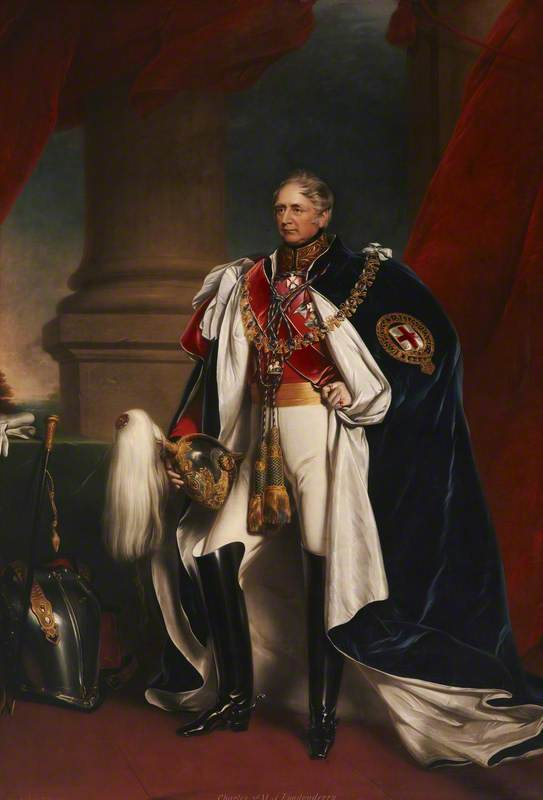
Retrato como Cavaleiro da Jarreteira

Em 1836, a Ordem de Orange foi acusada de conspirar para colocar Ernest Augustus, Duque de Cumberland e Grão-Mestre Imperial da Ordem de Orange, no trono no lugar de Vitória quando seu irmão, o rei Guilherme IV morreu. Uma vez que a trama foi revelada, a Câmara dos Comuns convocou o Rei para dissolver a Ordem. Sob pressão de Joseph Hume, William Molesworth e Lorde John Russell, o Rei indicou que medidas teriam que ser tomadas e o Duque de Cumberland foi forçado a dissolver as Lojas Orange.
Hume apresentou provas perante a Câmara dos Comuns de que os conspiradores haviam abordado Londonderry. Em julho de 1832, o marquês recebeu uma carta do tenente-coronel W. B. Fairman, vice-grande secretário da Instituição Orange da Grã-Bretanha, informando-o de que após “uma morte importante” (o falecimento do rei) os membros da Ordem de Orange abandonariam sua política de “não resistência” ao atual “Gabinete Papal e Ministério democrático” (o ministério da reforma parlamentar do Conde Grey) e que “pode ser político” para o Marquês se juntar a eles. Observando que já havia lojas Orange em Newcastle, South Shields e Darlington, Fairman também sugeriu a Londonderry que assumir o papel em Durham do Grão-Mestre do Condado poderia ser vantajoso para ele “no sentido pessoal”: seus pitmen (mineiros empregados em suas minas de carvão) podem ser induzidos a organizar lojas entre si que “seria um controle parcial contra sua entrada em cabalas [isto é, sindicatos] no futuro”.
Embora tenha admitido desejar que o governo fizesse mais para verificar a “influência nefasta das associações Liberais e Radicais”, incluindo os sindicatos, Londonderry se esforçou na Câmara dos Lordes para negar qualquer possível conexão entre ele e “o suposto projeto para alterar a sucessão ao trono”. Para Fairman, ele respondeu: “o estado atual do sentimento liberal Whig neste mesmo condado Whig, e o estado muito refratário e insubordinado dos pitmen, excluem inteiramente a possibilidade de esforços bem-sucedidos nesta conjuntura”. Ele também havia falado com Lorde Kenyon (seu então hóspede da casa, que havia liderado a oposição à Emancipação Católica) e não tinha “nenhuma dúvida” de que “convenceria Sua Alteza Real” (o Duque de Cumberland), bem como Fairman, “que o momento presente não é o momento em que o objeto pode ser encaminhado.”

## Industrial e dono de terras

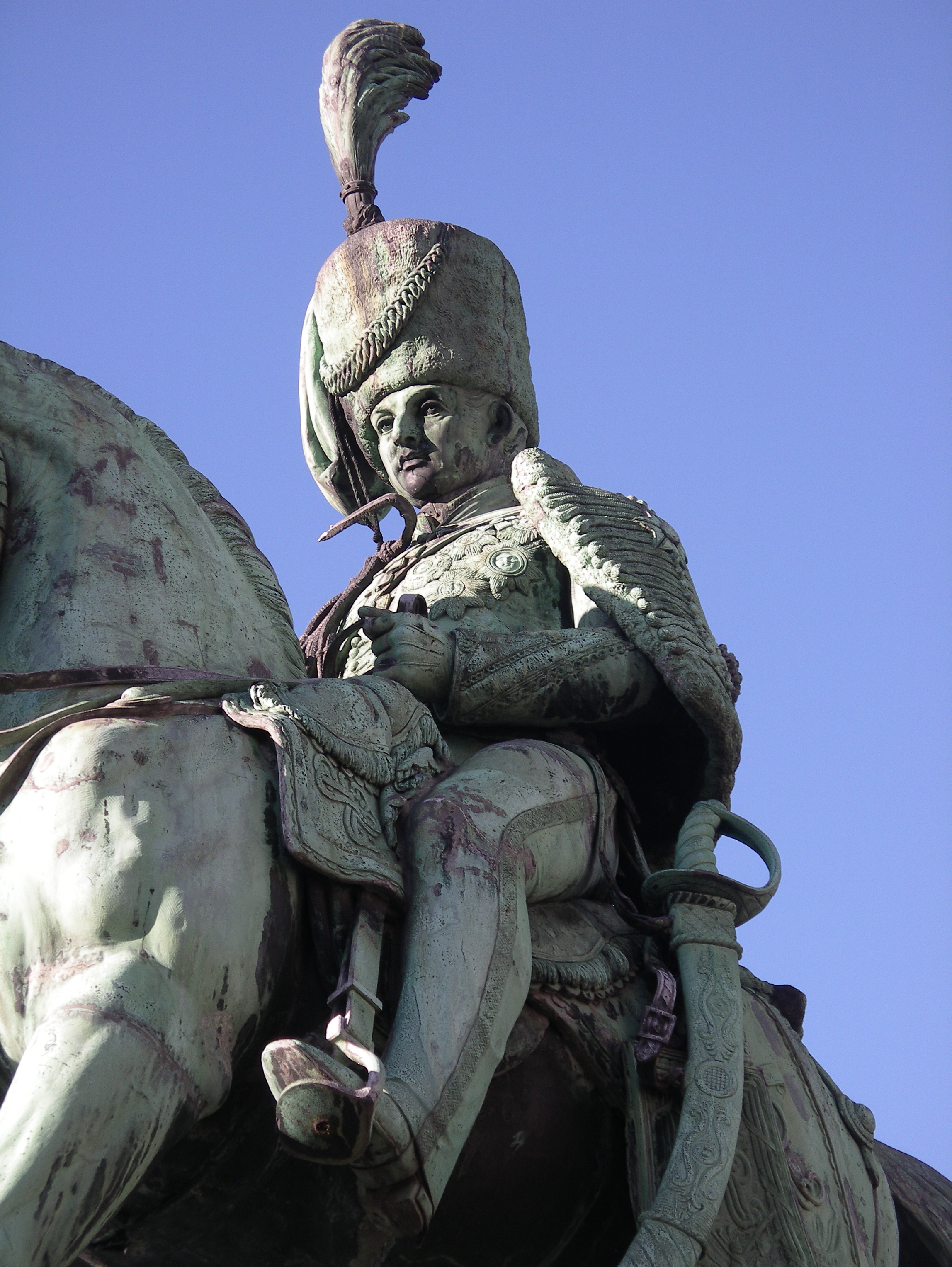
Estátua equestre por Raffaele Monti em Durham

### Lei de Minas e Mineração
Londonderry liderou a oposição à Lei de Minas e Mineração de 1842 na Câmara dos Lordes. Relata-se que ele se enfureceu contra qualquer tentativa de negar às minas de carvão o uso do trabalho infantil. Falando em nome da Associação dos Produtores de Carvão de Yorkshire, Londonderry disse: “No que diz respeito à idade em que os homens devem ser admitidos nas minas, os membros desta associação concordaram por unanimidade em fixá-la em oito anos... Nas minas de carvão finas é mais especialmente necessário que os meninos, com idades variando de oito a quatorze anos, sejam empregados, pois as estradas subterrâneas não poderiam ser construídas com altura suficiente para pessoas mais altas sem incorrer em um desembolso tão grande que tornaria o trabalho de tais minas inútil.”

### Carestia irlandesa
Na época da eclosão da Grande Fome irlandesa em 1845, Londonderry era um dos dez homens mais ricos do Reino Unido. Enquanto muitos proprietários tentaram mitigar os piores efeitos da fome em seus inquilinos, Londonderry foi criticado por mesquinhez: ele e sua esposa deram apenas £30 para o comitê de assistência local, mas gastaram £15 000 renovando Mount Stewart, sua casa irlandesa, e em razão de “inconveniência pessoal” rejeitou reduções de aluguel (pelas quais ele foi criticado por James MacKnight no semanário presbiteriano, The Banner of Ulster).
Durante a campanha pelos direitos dos inquilinos no início da década de 1850, Londonderry insistiu em seus direitos totais e isso alienou muitos de seus inquilinos. Ele estava em desacordo sobre esta questão com seu filho mais velho e herdeiro Frederick, que era mais liberal.

### Napoleão e Abdalcáder
De volta à Inglaterra, Londonderry fez amizade com Louis-Napoléon Bonaparte (mais tarde Napoleão III), enquanto este esteve exilado em Londres entre 1836 e 1840. Depois que Bonaparte foi eleito presidente da França em 1851, Londonderry pediu-lhe para libertar Abdalcáder.

### Honras tardias
Governador do Condado de Londonderry desde 1823, Londonderry foi nomeado Lord-Lieutenant de Durham em 1842 e no ano seguinte tornou-se coronel do 2.º Regimento de Guardas de Vida. Quando Wellington, a quem ele admirava muito, morreu em 1852, seu lugar como Cavaleiro da Jarreteira foi dado a Londonderry, que foi oficialmente investido em 19 de junho de 1853.

## Morte, memoriais e sucessão
Ele morreu em 6 de março de 1854 na Londonderry House e foi enterrado em Longnewton, Condado de Durham. Sua viúva o honrou com a Estátua equestre de Londonderry em Durham.
Frederick construiu a Scrabo Tower perto de Newtownards como um monumento à memória de seu pai. Dos 730 que financiaram a obra, apenas 450 estavam ligados à propriedade Stewart, na qual havia 1 200 agricultores e muitos funcionários associados (em 1850, organizados na Liga do Direito dos Inquilinos de toda a Irlanda, 700 desses inquilinos assinaram um manifesto exigindo direitos dos inquilinos e aluguéis mais baixos). Dois terços do custo da torre foram pagos por 98 assinantes (em uma lista encabeçada pelo imperador Napoleão III), a maioria dos quais era da nobreza.
Ele foi sucedido como Marquês de Londonderry por seu filho mais velho, Frederick Stewart, o único filho de seu primeiro casamento, e como Conde Vane por George Vane, o filho mais velho de seu segundo casamento. Com a morte de Charles, Frederick, portanto, tornou-se o 4.º Marquês de Londonderry, enquanto George tornou-se o 2.º Conde Vane. George mais tarde se tornaria o 5.º Marquês depois que seu meio-irmão morreu sem filhos.

### Títulos
Charles recebeu os títulos:
1. O Honorável Charles Stewart de 1789 até 1813 (porque seu pai foi criado Barão de Londonderry em 1789),
2. O Honorável Sir Charles Stewart de 1813 a 1814 (porque foi feito Cavaleiro da Ordem do Banho),
3. O Muito Honorável O Lorde Stewart de 1814 a 1822 (porque ele foi feito um barão por direito próprio)
4. O Mais Honorável Marquês de Londonderry.

## Obras
O 3.º Marquês foi um escritor e editor prolífico. Ele escreveu e publicou livros sobre sua própria carreira militar e diplomática e publicou muitos dos documentos de seu meio-irmão.

### Memórias de guerra
Os dois livros seguintes descrevem as Guerras Napoleônicas como ele as viu acontecer. O primeiro descreve a sua experiência da Guerra Peninsular. O segundo a Guerra da Sexta Coalizão, que obrigou Napoleão a abdicar:
- Narrative of the Peninsular War (Londres: Henry Colburn, 1828)[65]
- Narrative of the War in Germany and France: In 1813 and 1814 (Londres: Henry Colburn e Richard Bentley, 1830)[66]

### Documentos de Castlereagh
O 3.º Marquês também compilou, editou e publicou muitos dos documentos deixados por seu meio-irmão e os publicou nos doze volumes seguintes, divididos em três séries.
A primeira série, composta por quatro volumes, numerados de 1 a 4, apareceu em 1848 e 1849 sob o título Memórias e correspondência. Os volumes não estão marcados como “primeira série” nas páginas do título. Eles são:
- Memoirs and Correspondence of Viscount Castlereagh, Second Marquess of Londonderry, Volume 1 (Londres: Henry Colburn, 1848)[67] - A Rebelião irlandesa
- Memoirs and Correspondence of Viscount Castlereagh, Second Marquess of Londonderry, Volume 2 (Londres: Henry Colburn, 1848)[68] - Arranjos para uma União
- Memoirs and Correspondence of Viscount Castlereagh, Second Marquess of Londonderry, Volume 3 (Londres: Henry Colburn, 1849)[69] - Conclusão da União Legislativa
- Memoirs and Correspondence of Viscount Castlereagh, Second Marquess of Londonderry, Volume 4 (Londres, Henry Colburn, 1849)[70] - Concessões a católicos e dissidentes: a insurreição de Emmett

A segunda série, composta por quatro volumes, apareceu em 1851 sob o título Correspondência, Despachos e Outros Documentos. Os números dos volumes continuam, apesar de estarem marcados como "2.ª série" e são, portanto, de 4 a 8. São eles:
- Correspondence Despatches and Other Papers of Viscount Castlereagh, Second Marquess of Londonderry, Series 2, Volume 5 (Londres: William Shoberl, 1851)[71]  - Militarismo e Diversos
- Correspondence Despatches and Other Papers of Viscount Castlereagh, Second Marquess of Londonderry, Series 2, Volume 6 (Londres: William Shoberl, 1851)[72]  - Militarismo e Diversos
- Correspondence Despatches and Other Papers of Viscount Castlereagh, Second Marquess of Londonderry, Series 2, Volume 7 (Londres: William Shoberl, 1851)[73] - Militarismo e Diversos
- Correspondence Despatches and Other Papers of Viscount Castlereagh, Second Marquess of Londonderry, Series 2, Volume 8 (Londres: William Shoberl, 1851)[74] - Militarismo e Diversos

A terceira série apareceu em 1853. Os quatro volumes têm o mesmo título da segunda série. A numeração do volume é irregular. Eles são:
- Correspondence Despatches and Other Papers of Viscount Castlereagh, Second Marquess of Londonderry, Volume 9 (Londres: John Murray, 1853)[75]  - Militarismo e Diplomacia
- Correspondence Despatches and Other Papers of Viscount Castlereagh, Second Marquess of Londonderry, Volume 11 (Londres: John Murray, 1853)[76]
- Correspondence Despatches and Other Papers of Viscount Castlereagh, Second Marquess of Londonderry, Series 3, Volume 3 (Londres: John Murray, 1853)[77] - Militarismo e Diplomacia
- Correspondence Despatches and Other Papers of Viscount Castlereagh, Second Marquess of Londonderry, Volume 12 (Londres: John Murray, 1853)[78]